# Ureshino, Saga

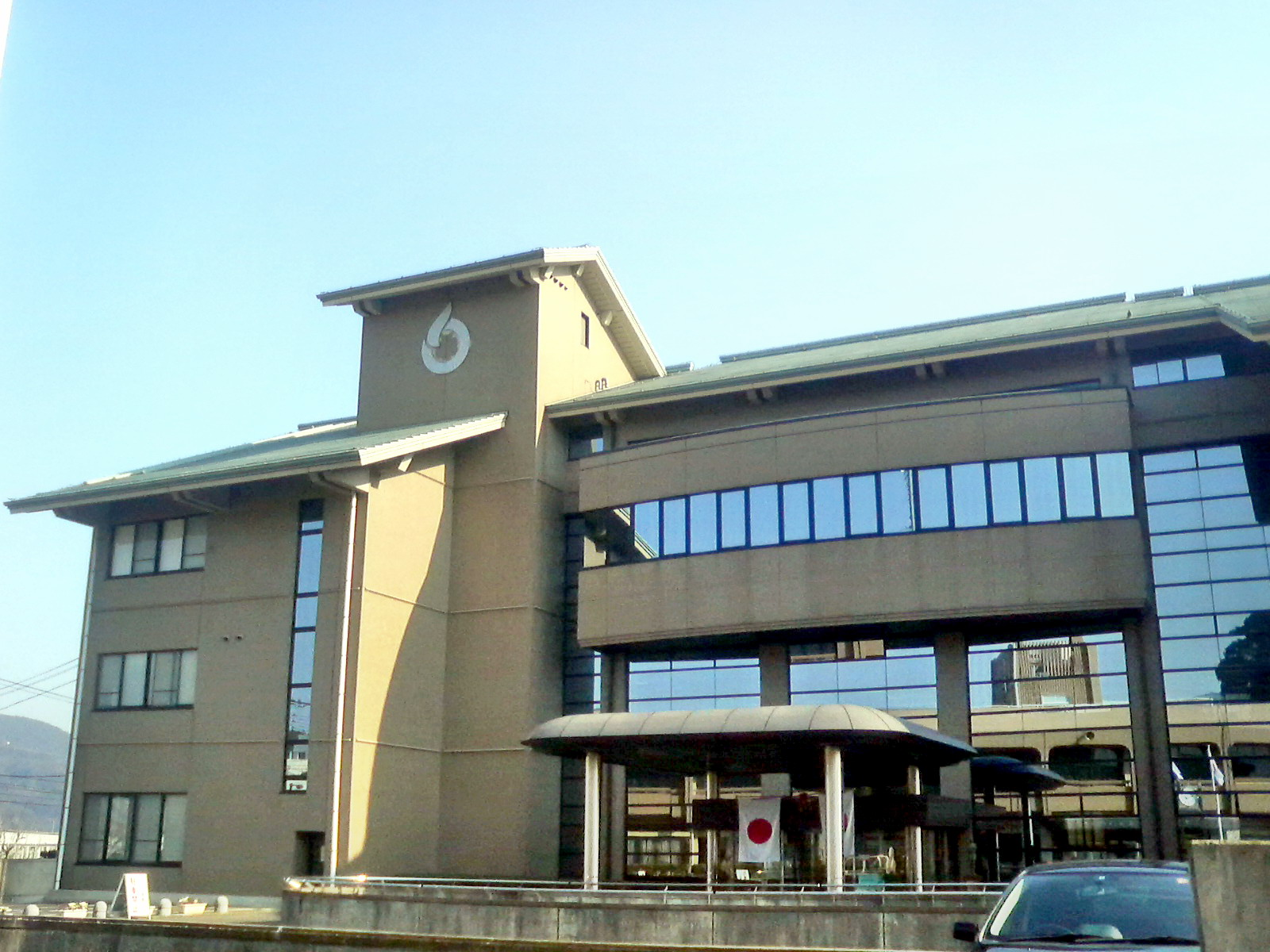
Chính quyền thành phố Ureshino

Ureshino (嬉野市 Ureshino-shi, Hi Dã) là một thành phố thuộc tỉnh Saga, Nhật Bản. Thành phố được thành lập ngày 1 tháng 1 năm 2006 sau khi sáp nhập các thị trấn Ureshino và Shiota. Ureshino nổi tiếng với trà xanh và các điểm onsen.